# اندی دالس
اندی دالس (انگلیسی: Andy Dales؛ زادهٔ ۱۳ نوامبر ۱۹۹۴) بازیکن فوتبال اهل بریتانیا است.
از باشگاه‌هایی که در آن بازی کرده‌است می‌توان به باشگاه فوتبال اسکانتورپ یونایتد اشاره کرد.
وی همچنین در تیم ملی فوتبال England C بازی کرده‌است.